# Adeiso

Adeiso är en ort i södra Ghana, belägen strax nordväst om Storaccra. Den är huvudort för distriktet Upper West Akyem, och folkmängden uppgick till 14 600 invånare vid folkräkningen 2010.